# Завади (Скерневицький повіт)
Завади (пол. Zawady) — село в Польщі, у гміні Ковеси Скерневицького повіту Лодзинського воєводства.
Населення — 159 осіб (2011).
У 1975-1998 роках село належало до Скерневицького воєводства.

## Демографія
Демографічна структура станом на 31 березня 2011 року:
|          | Загалом | Допрацездатний вік | Працездатний вік | Постпрацездатний вік |
| -------- | ------- | ------------------ | ---------------- | -------------------- |
| Чоловіки | 75      | 12                 | 51               | 12                   |
| Жінки    | 84      | 23                 | 39               | 22                   |
| Разом    | 159     | 35                 | 90               | 34                   |